# Paradisaea rudolphi
La paradisea dell'Arciduca Rodolfo (Paradisaea rudolphi (Finsch & A.B.Meyer, 1885)) è un uccello passeriforme della famiglia Paradisaeidae.

## Descrizione

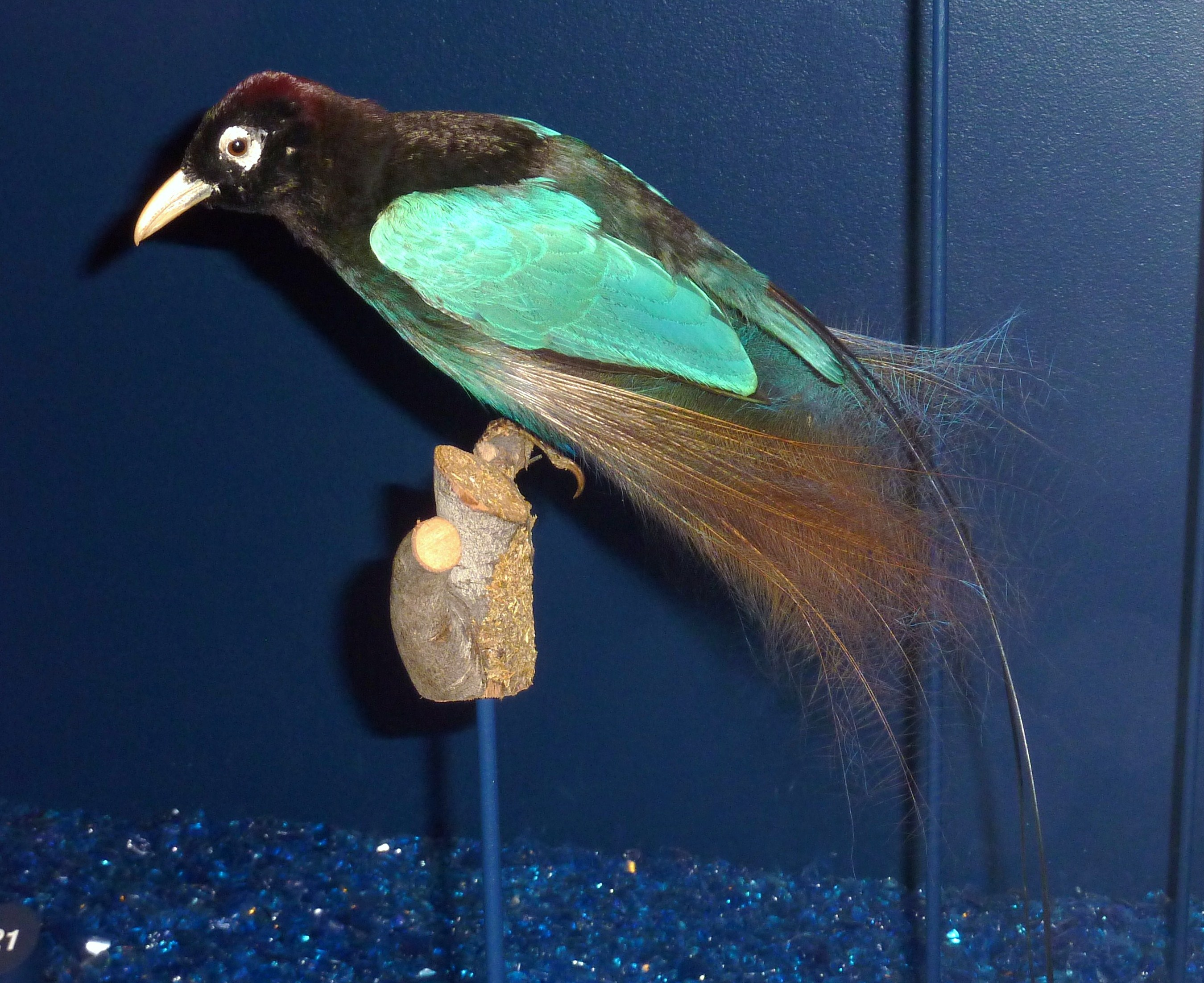
Maschio impagliato.

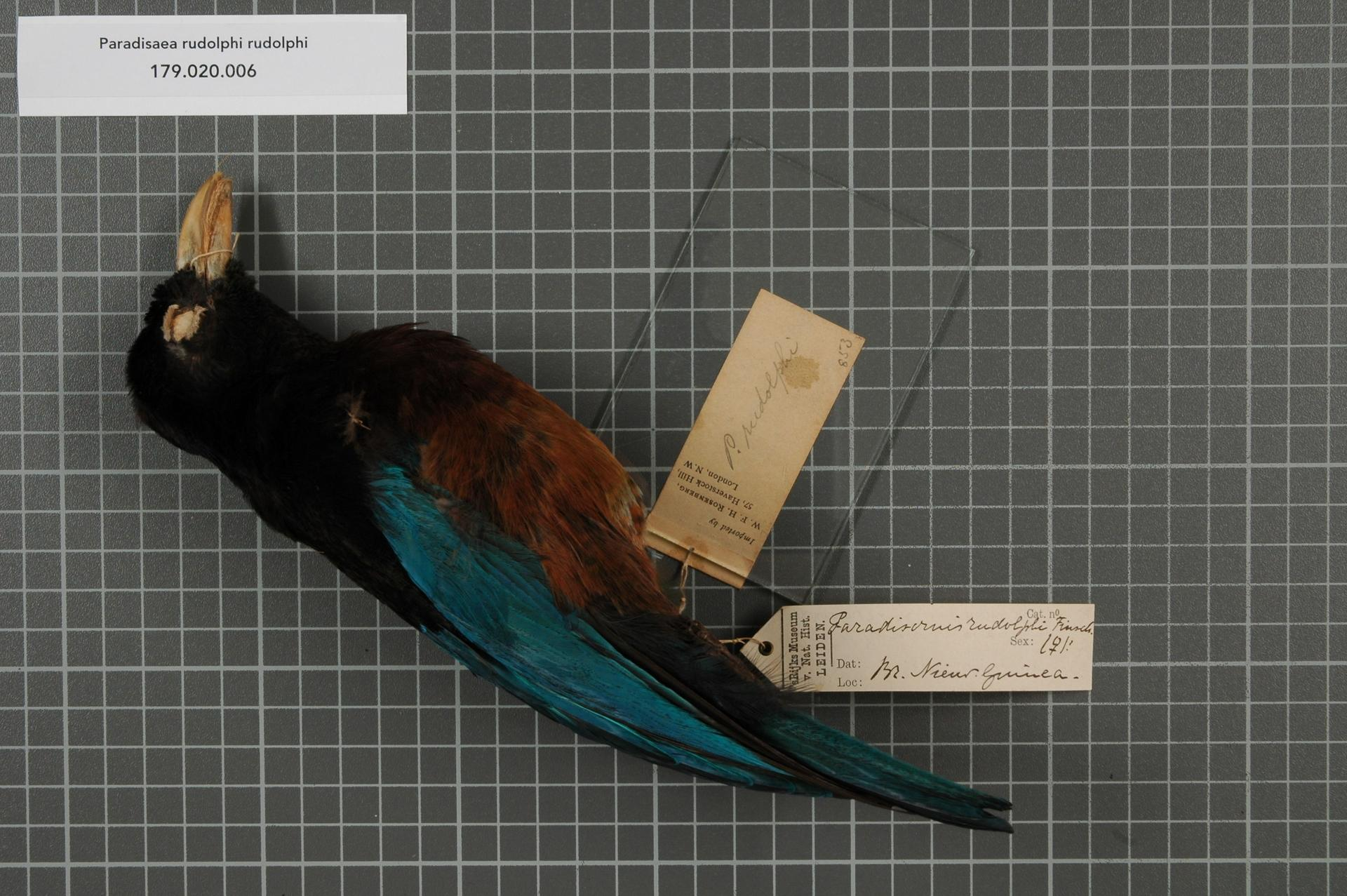
Femmina impagliata.

### Dimensioni
Misura una trentina di centimetri di lunghezza, per un peso di 124-189 g: i maschi, oltre ad essere più pesanti delle femmine a parità d'età, possiedono lunghe penne dei fianchi e della coda, che sommate alle misure del corpo li portano a sfiorare i 90 cm.

### Aspetto
Si tratta di uccelli dall'aspetto simile a quello di un rigogolo.

La paradisea dell'Arciduca Rodolfo, pur essendo morfologicamente molto simile alle altre paradisee propriamente dette, ne differisce significativamente per quanto riguarda la colorazione: testa, petto, ventre, dorso e coda sono di colore nero (questi ultimi due con evidenti sfumature color cannella), mentre ali e fianchi sono di colore blu in ambedue i sessi. Nel maschio le penne dei fianchi sono allungate e vaporose, mentre sul ventre è presente una barra orizzontale di colore rosso carminio che va da un fianco all'altro. Anche le penne centrali della coda sono estremamente allungate e filiformi, con punta lievemente espansa: nella femmina, coda e fianchi non sono allungati, mentre petto e ventre sono bruni anziché neri, con una leggera barratura scura su quest'ultimo. In ambedue i sessi, il becco è di color avorio, le zampe sono nere e gli occhi sono bruni, con anello perioculare bianco superiormente ed inferiormente e nero lateralmente.

## Biologia

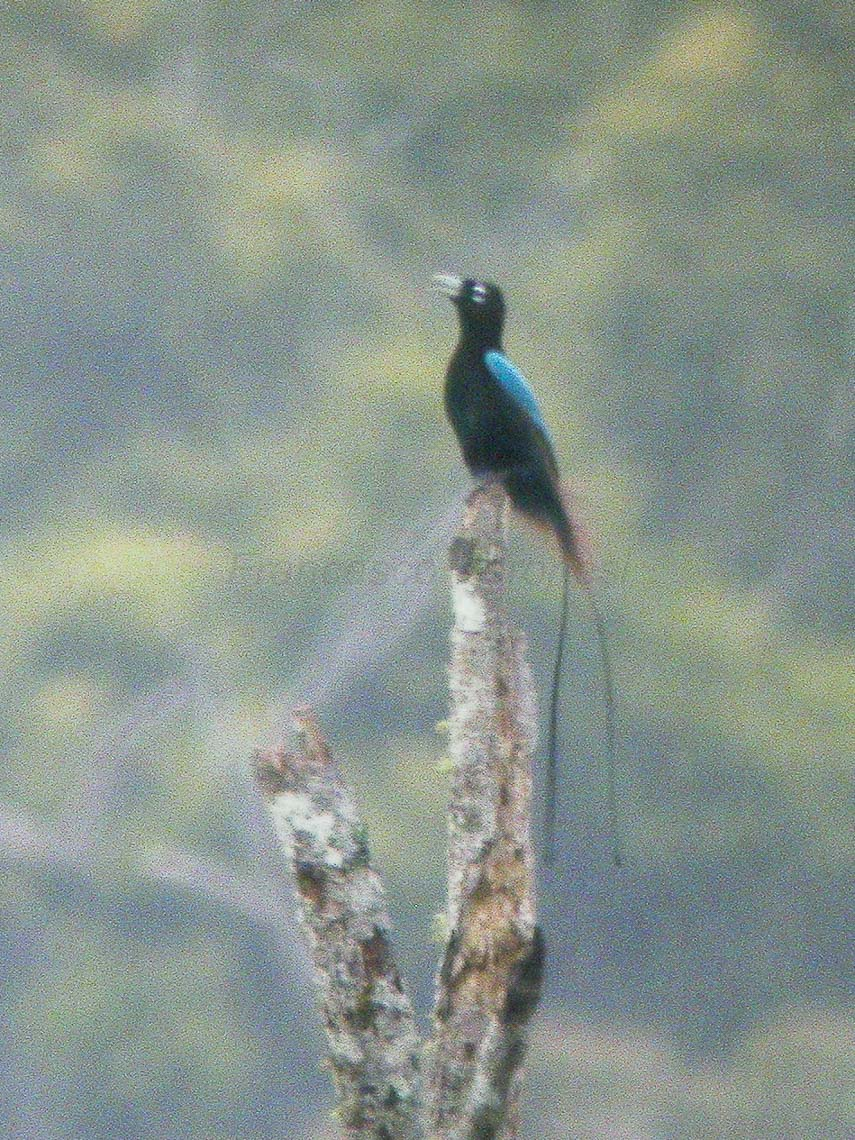
Maschio in natura.

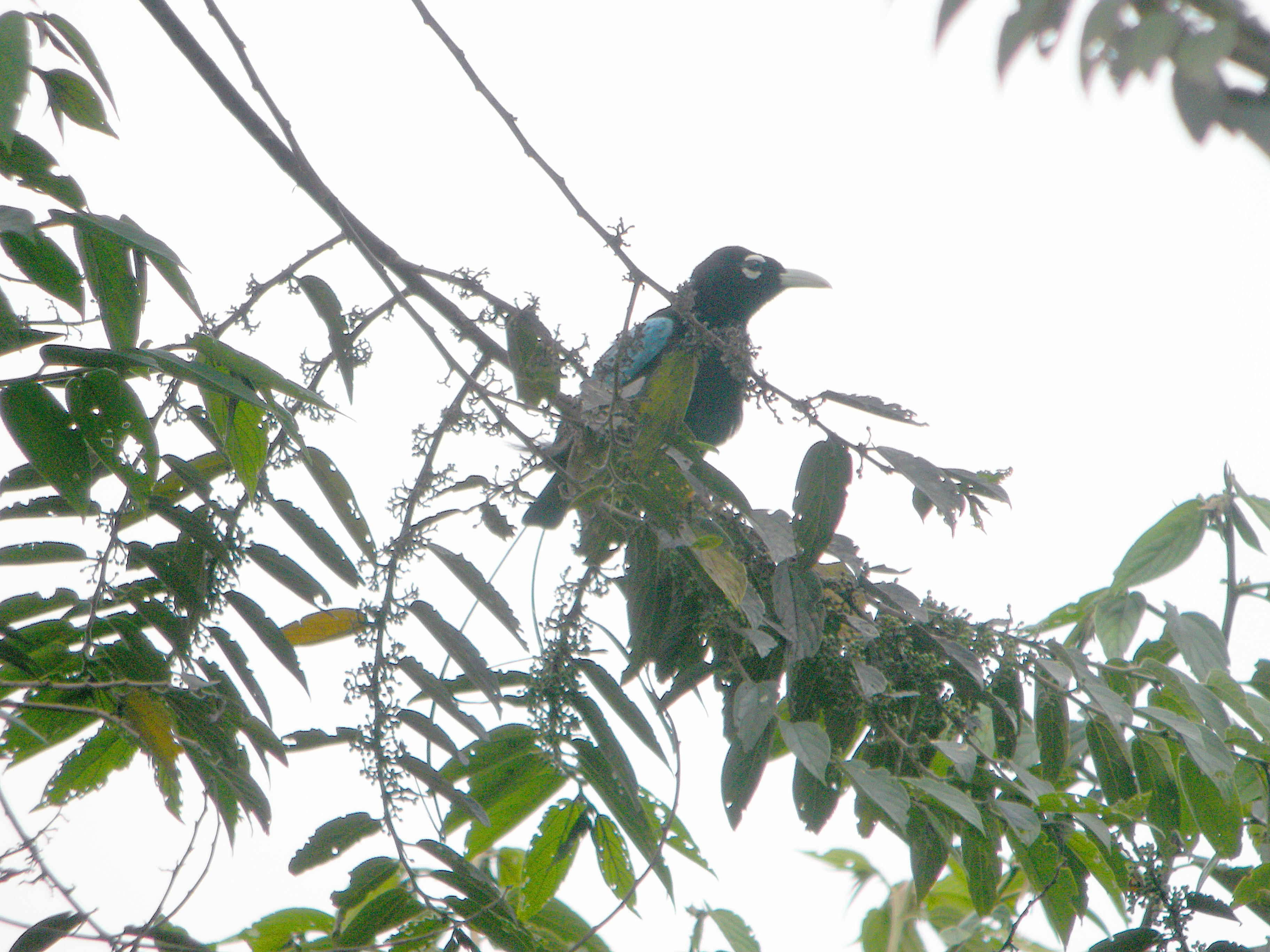
Maschio in natura.

La paradisea dell'Arciduca Rodolfo è un uccello schivo, diurno e solitario, abitatore della canopia, dove non è facile avvistarlo a dispetto della colorazione sgargiante e delle dimensioni ragguardevoli.

### Alimentazione
La dieta di questi uccelli si compone perlopiù di frutta (in special modo fichi e drupe), comprendendo anche cibo di origine animale come insetti, piccoli invertebrati e sporadicamente anche piccoli vertebrati, come raganelle e scinchi.

### Riproduzione

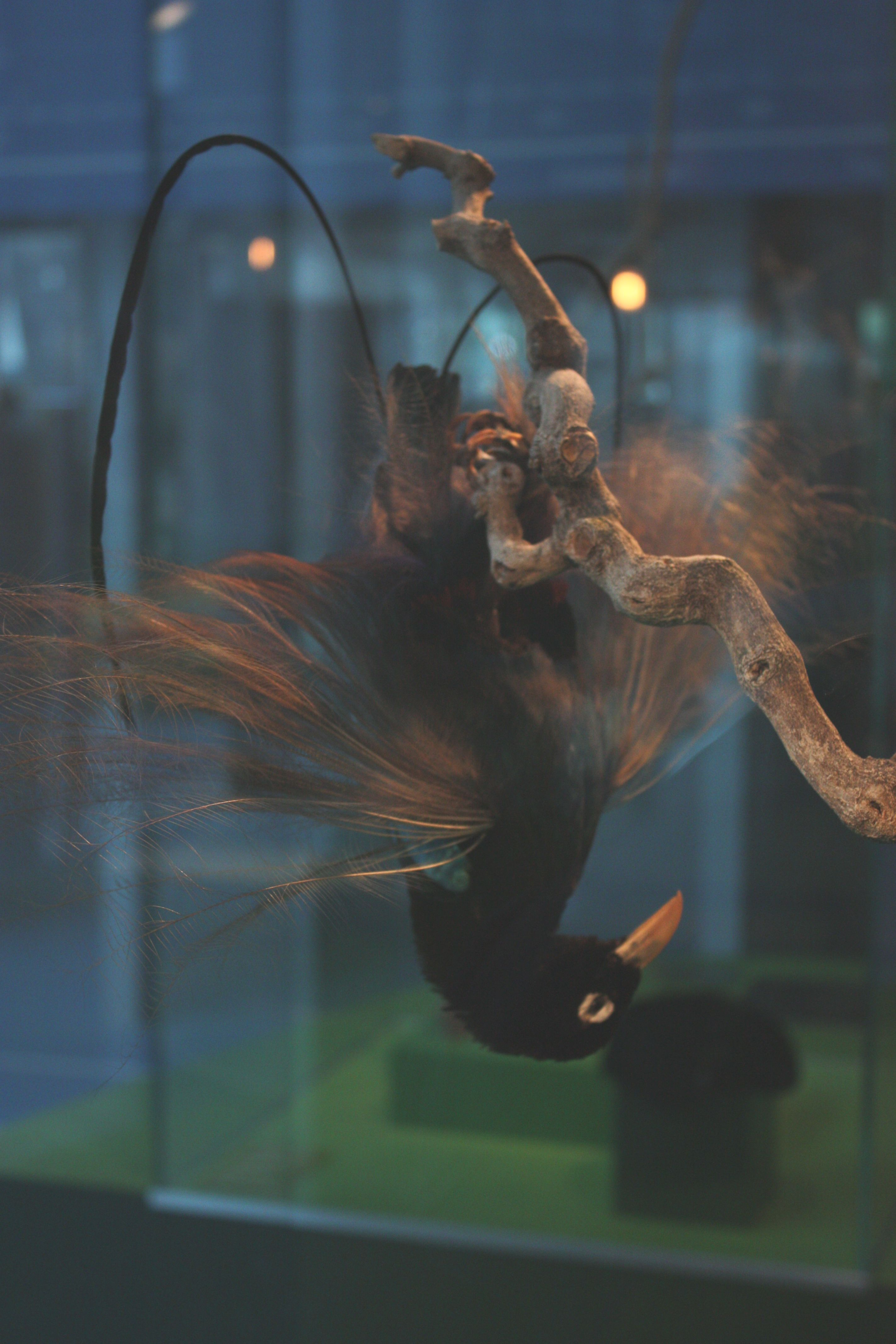
Maschio impagliato in posizione di corteggiamento.

La stagione riproduttiva si estende almeno fra aprile e febbraio: la specie è poligina, coi maschi che competono in lek dispersi (e non in gruppi come le altre paradisee congeneri) per attrarre le femmine.
Il corteggiamento è altamente spettacolare: il maschio sceglie un albero sul quale poi si esibirà per il resto della propria vita, ripulendone dalle foglie i rami che poi userà durante la propria esibizione. I maschi richiamano le femmine stando sui rami più alti, per poi portarle ad un'altezza minore con richiami gracchianti. Qui essi danno il via al rituale di corteggiamento vero e proprio: gettandosi all'indietro, essi rimangono appesi a testa in giù al ramo, spiegando al massimo le penne dei fianchi (assumendo in tal modo un aspetto quasi a triangolo rovesciato) e muovendole con le ali, emettendo al contempo richiami nasali.
Dopo l'accoppiamento, le femmine si allontanano dai maschi (che continuano ad esibirsi), e si occupano in totale solitudine della costruzione del nido, della cova delle 2-3 uova (che dura circa 18 giorni) e delle cure parentali verso i nidiacei fino al raggiungimento dell'indipendenza.

## Distribuzione e habitat

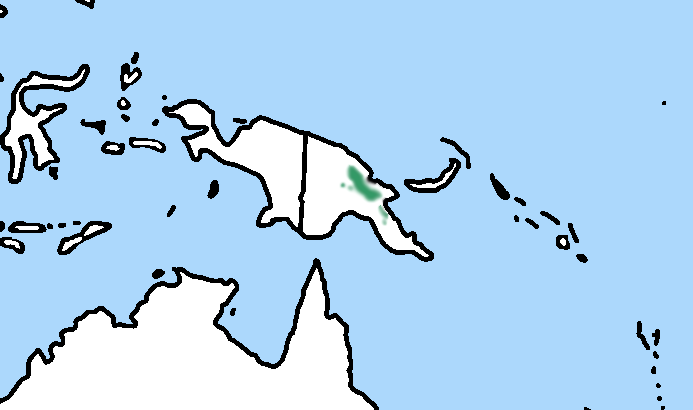
In azzurro l'areale della specie.

La paradisea dell'Arciduca Rodolfo è endemica della Nuova Guinea orientale, di cui occupa grossomodo la zona compresa fra le pendici orientali del monte Hagen e la punta sud-orientale della penisola di Papua.
L'habitat di questi uccelli è rappresentato dalla foresta pluviale primaria e secondaria, purché densa: a differenza delle altre paradisee propriamente dette, abitatrici delle aree di pianura, la paradisea dell'Arciduca Rodolfo predilige le aree di foresta montana, fra i 1100 ed i 2000 m di quota.

## Tassonomia
Se ne riconoscono due sottospecie:
- Paradisaea rudolphi rudolphi, la sottospecie nominale, diffusa nella provincia degli Altopiani Orientali e lungo i monti Owen Stanley;
- Paradisaea rudolphi margaritae Mayr & Gilliard, 1951, diffusa nell'area dei Monti Bismarck;

Una terza sottospecie, P. r. ampla, è rappresentata dalle popolazioni del monte Missim, ma viene considerata un sinonimo della sottospecie nominale.
La paradisea dell'Arciduca Rodolfo rappresenta un taxon fratello rispetto a tutti gli altri appartenenti al genere Paradisaea, tanto da essere classificata in un proprio sottogenere, Paradisornis.
Ne è nota l'ibridazione con la paradisea di Raggi (ibrido descritto come specie a sé stante col nome di Paradisaea bloodi Iredale, 1948) e la paradisea dalle sei penne di Lawes.
Il nome scientifico di questa specie, dal quale deriva anche il nome comune, venne scelto in omaggio all'arciduca d'Austria Rodolfo d'Asburgo-Lorena, marito della principessa Stefania del Belgio (alla quale è stato dedicato un altro uccello del paradiso, l'astrapia della Principessa Stefania.